# Big Spotters Hill
Big Spotters Hill is een in 2002 gemaakte met gras begroeide heuvel in de vorm van een vierkante piramide bij Vijfhuizen in Haarlemmermeer. De heuvel ligt bij de Geniedijk en de Drie Merenweg (N205), ten zuidwesten van Vijfhuizen en ten noorden van Hoofddorp.
Big Spotters Hill is 22 meter hoog en aangelegd op een kunstmatig eiland als uitzichtpunt voor de Floriade 2002 in Haarlemmermeer en is gemaakt van het zand en de aarde die vrijkwam bij het uitgraven van sloten en vijvers op het Floriadeterrein. De vorm is gebaseerd op de Piramide van Cheops in Egypte.
De heuvel speelt een centrale rol in het album De fleurige Floriade uit 2001 van Suske en Wiske van Marc Verhaegen.
De heuvel maakt met de nabij liggende kleinere eilandjes deel uit van het park Groene Weelde, dat wordt beheerd door het Recreatieschap Spaarnwoude. Enkele keren per jaar wordt het gebied verhuurd voor evenementen, waaronder het jaarlijkse muziekfestival Mysteryland.
Op de top van de piramide was in 2002 een kunstwerk gemaakt, Ruimtetempel van Auke de Vries, dit werd echter in 2004 door een storm verwoest. In 2014 is een nieuw object geplaatst, MainPoort van Lehner Gunther.

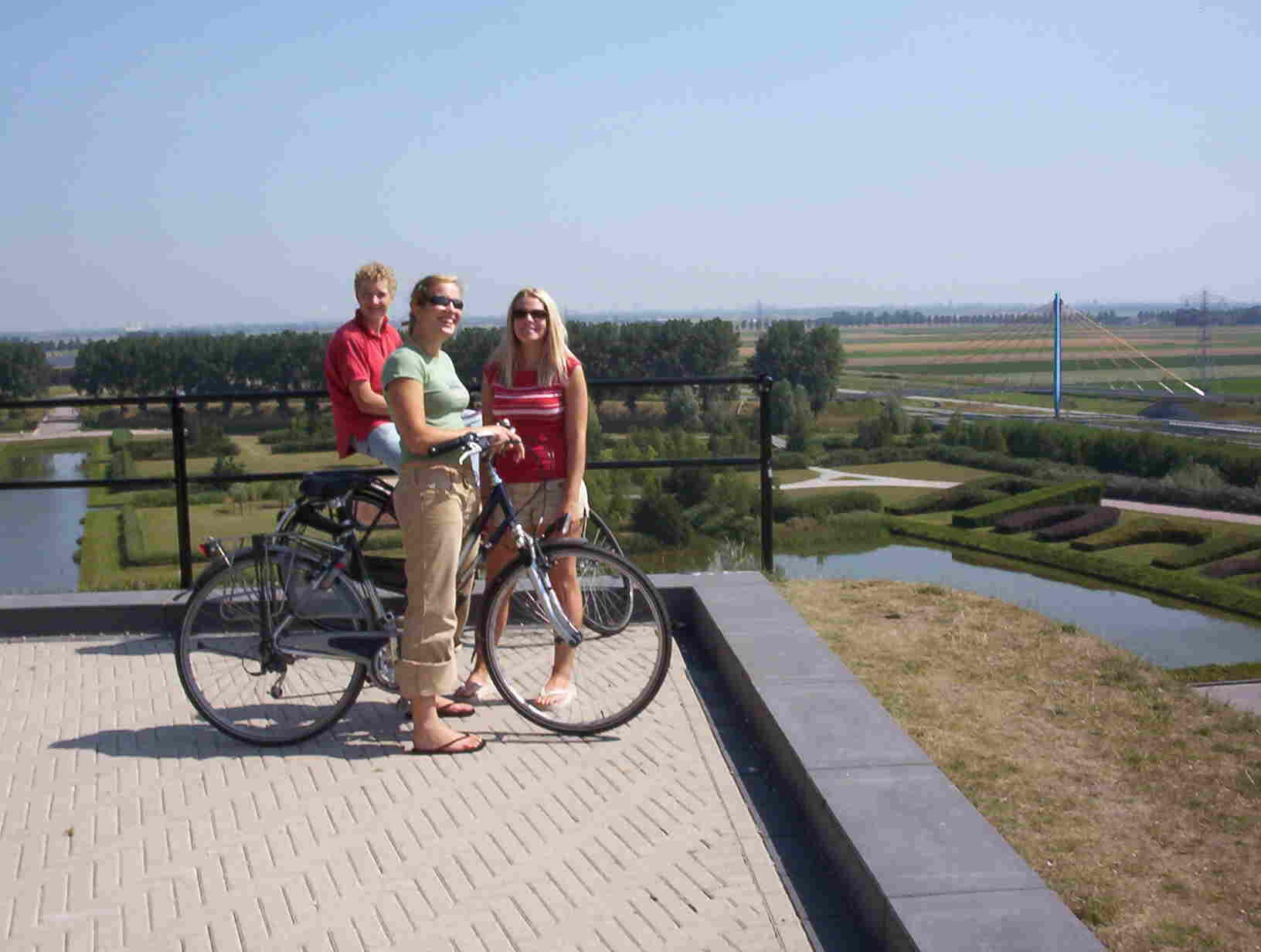
Big Spotters Hill als uitzichtpunt, rechtsachter zicht op de fietsbrug van het Waterliniepad over de N205